# Црква Светог Николе у Бољковцима
Црква Светог Николе у Бољковцима, насељеном месту на територији општине Горњи Милановац, припада Епархији жичкој Српске православне цркве.  
Црква посвећена Светом Николи, саграђена је 1843. године. Основа цркве у Бољковцима је у облику слободног крста, што чини архитектонско решење ове цркве јединственим у овој крају. Портал је богато профилисан. Стари иконостас није очуван. Звоник је дограђен 1864. године.
У Цркви се налази неколико икона из 19. века.